# Río Angasmayo
El río Angasmayo es un arroyo en Colombia, afluente del río Guaítara. Se encuentra situado en el departamento de Nariño, entre los municipios de Funes y Puerres, al sur de San Juan de Pasto.
Algunos consideran que corresponde al mismo río Ancasmayo, aquel que marcaba el límite más septentrional del Imperio Incaico.